# Hörður Grímkelsson
Hörður skáld Grímkelsson (Hordhur, 935 – 983) fou un skald viking d'Úlfljótsvatn, al Comtat d'Árnessýsla, Islàndia.(1)(2) És el protagonista de la Saga Hardar ok Hólmverja.(3) Era fill de Grímkell Bjarnason (n. 910), un colon noruec procedent d'Orkdal, i de Signý Valbrandsdóttir (907 - 950), filla de Valbrandur Valþjófsson (n. 880) d'Emðalfell, Reynivellir, Kjósarsýsla.(4) Signý havia estat casada abans amb Þorgeir Finnsson (n. 903) i tingué un fill d'aquesta relació, Grímur Þorgeirsson (n. 932).(5)
Segons la saga, Hörður visqué a l'illa d'Hólmi i esdevingué un cap important de l'àrea de Hvalfjördur, però el van proscriure i va dirigir un grup viking conegut com a Hólmverjar, que devastà l'illa; en acabant fou traït i assassinat durant una presumpta treva. La saga esmenta que abans de caure en el camp de batalla, matà tretze dels seus atacants. La seua esposa, Helga Haraldsdóttir, era filla d'un jarl de Noruega que, a la mort del seu marit, va fugir del país amb els seus dos fills.